# Niemijärvi (sjö i Ilomants, Norra Karelen)
Niemijärvi är en sjö i kommunen Ilomants i landskapet Norra Karelen i Finland. Sjön ligger 176,5 meter över havet. Den är 4,5 meter djup. Arean är 93 hektar och strandlinjen är 6,32 kilometer lång. Sjön  ingår i Vuoksens huvudavrinningsområde.   Den ligger omkring 90 kilometer öster om Joensuu och omkring 450 kilometer nordöst om Helsingfors. 